# Thomas Dausgaard
Thomas Dausgaard, danski dirigent, * 4. julij 1963, København, Danska.
Dirigiranje je študiral na Kraljevem danskem konservatoriju v Københavnu, študij pa je nadaljeval na Kraljevem glasbenem kolidžu v Londonu. Izpopolnjeval se je pri Francu Ferrariju in Leonardu Bernsteinu. Med letoma 1993 in 1995 je bil asistent Seijija Ozawe pri Bostonskem simfoničnem orkestru. Dirigiral je mnogim slovitim orkestrom, kot so: londonska Kraljeva filharmonija, BBC-jev simfonični orkester, orkester Gewandhaus iz Leipziga, itd. Od leta 2004 do 2012 je bil šef dirigent Danskega nacionalnega radijskega simfoničnega orkestra.